# Alberto III de Sajonia-Meissen
Alberto III de Sajonia-Meissen (Grimma, 27 de enero de 1443-Emden, 12 de septiembre de 1500) era un noble alemán, que gobernó en Sajonia-Wittenberg y que era llamado Alberto el Osado (en alemán Albrecht der Beherzte). Fue margrave de la marca de Meissen (1464-1485), duque de Sajonia-Meissen (1485-1500) y estatúder (gobernador) de los Países Bajos (1488-1494). Es el fundador de la línea albertina de la Casa de Wettin.

## Biografía

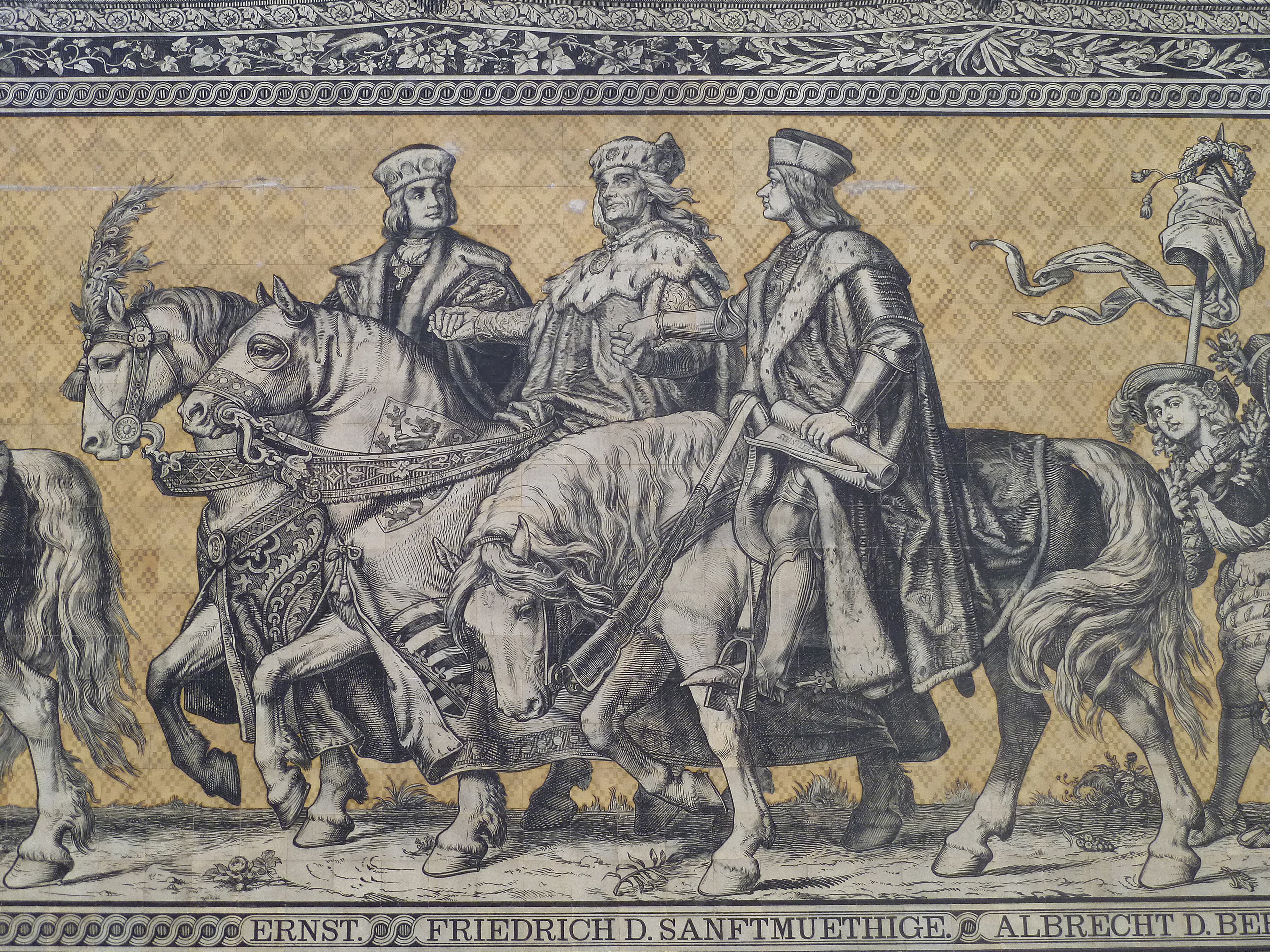
Representación en el mural del Desfile de los Príncipes (Dresde) (Fürstenzug): Ernesto, elector de Sajonia (1464-1486), Federico II, elector de Sajonia (1428-1464) y Alberto III, duque de Sajonia (1486-1500).

Era hijo de Federico II, el Apacible, y Margarita de Austria, hermana del emperador Federico III.
En 1455 Alberto fue protagonista con su hermano Ernesto del Altenburger Prinzenraub, literalmente el "rapto de los príncipes de Altenburgo", llevado a cabo por el caballero Kunz de Kaufungen que reclamaba al duque Federico II, el Apacible, la suma de 4000 gulden (florines) en pago por su ayuda en la guerra de los Hermanos Sajones. Alberto, aprovechando un alto en el camino que llevaba al raptor y a los niños hacia Bohemia, consiguió escapar y dar la alarma, haciendo huir a sus captores, de lo cual le viene su sobrenombre. 
Desde los 21 años gobernó junto con su hermano Ernesto los territorios de los Wettin hasta que en enero de 1485 se repartieron los feudos en el llamado Tratado de Leipzig. En el lote de Alberto quedaba la mayor parte de la marca de Meissen y de la marca del Este, así como las tierras alrededor de Leipzig y de Merseburg, todo lo que luego será conocido como Electorado de Sajonia (territorios de la línea Albertina). Trasladó la capital del ducado a Dresde, que a partir de entonces se convertiría en uno de los centros políticos principales de Alemania, llegando a ser Leipzig el centro de la actividad económica del país.

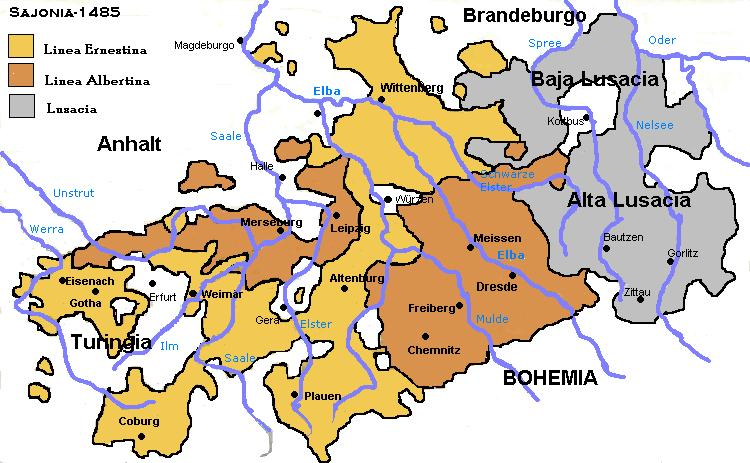
Reparto tras el Tratado de Leipzig. En marrón, los territorios de Alberto III.

Alberto fue un hombre fuerte y amante de la vida caballeresca. En su juventud acudió a la corte vienesa del emperador Federico III de Habsburgo, para el cual luchó en varias campañas. En 1471, tras la muerte de su suegro optó a la corona de Bohemia, que finalmente recaería en Ladislao II. 
En 1475 participó en el enfrentamiento contra Carlos el Temerario, duque de Borgoña, y en 1487 encabezó la expedición imperial contra Matías Corvino, rey de Hungría, con el que mantenía continuos enfrentamientos por el dominio de Lusacia.
También actuó con el sucesor del emperador Federico III, Maximiliano I como comandante de sus tropas, luchando en las guerras por la conquista de Borgoña, Flandes, Brabante y los Países Bajos. 
En 1488 liberó al entonces rey de romanos y futuro emperador de su prisión en Gante, y en nombre de Maximiliano y de su esposa María de Borgoña ejerció como gobernador intentando apaciguar el país y perseguir a los rebeldes. En pago por sus servicios recibió el título de Potestado de Frisia, pero sus súbditos frisones se rebelaron y tuvo que someterlos por las armas. 
En 1494 renunció a Frisia y marcha de nuevo a Sajonia, en la que no había estado desde hacía más de diez años. Sin embargo, ante una nueva rebelión de los frisones, el emperador le encargó volver. Tomó la ciudad de Groninga, pero poco después murió en Emden.

## Matrimonio e hijos
Contrajo matrimonio con Sidonia de Podiebrad (hija del rey Jorge I de Bohemia), con la que tuvo 7 hijos: 
- Catalina (1468-1524), casada con Segismundo de Austria en 1484 y con Eric I de Braunschweig-Kalenberg en 1497.
- Jorge el Barbudo (1471-1539), duque de Sajonia.
- Enrique V el Pío (1473-1541), duque de Sajonia.
- Federico de Sajonia (1473-1510), Gran Maestre de la Orden Teutónica.
- Ana (1478-1479).
- Luis (1481-¿1498?).
- Ana (nacida, y muerta, en 1479).
- Juan (nacido, y muerto, en 1484).
- Juan (1498-?).